# Iris confusa
Iris bambou
Espèce
Synonymes
- Evansia confusa  (Sealy) M.B.Crespo [1]

Iris confusa (également connu sous le nom vernaculaire d'iris bambou ) est une espèce d'iris, elle se trouve également dans le sous-genre Limniris et dans la section Lophiris (iris à crête). C'est une plante vivace rhizomateuse, originaire de l'ouest de la Chine . Il a des fleurs qui vont du blanc à une couleur lavande douce ou bleu pâle, avec des crêtes jaune orangé et des points violets. Les feuilles larges et brillantes de la plante sont attachées à des tiges semblables à du bambou. Avec son port très original, ses feuilles en éventail sur tige, il est cultivé comme plante ornementale dans les régions tempérées.

## Description
Iris confusa est de forme similaire à Iris japonica et a Iris wattii . L'Iris confusa est plus gros que l'Iris japonica dans toutes ses parties, avec un feuillage plus attrayant. Comparé à Iris wattii, il est plus petit et possède des fleurs plus petites,.
I. confusa a de gros rhizomes rampants,. Ils sont courts et ressemblent à du bambou,. Il a également des stolons courts. Sur la face supérieure du rhizome se trouvent diverses cicatrices et les restes de feuilles de la saison précédente. La plante a une habitude rampante, formant éventuellement des touffes épaisses,,.
Cette plante a 10 feuilles ou plus qui sont regroupées en forme d'éventail,. Contrairement à la plupart des iris, le feuillage est maintenu au sommet des tiges en forme de bambou, plutôt qu'à la base,,, donc il ressemble plus à un palmier. Les feuilles en forme d'épée,, ou en forme de sangle,, sont vert jaunâtre, à vert vif, brillantes sur la face supérieure,, et glauque sur le dessous. Elles ont des couleurs plus claire que les feuilles d'Iris japonicaet sont normalement considérées comme persistantes. Les feuilles peuvent atteindre entre 28 et 80 cm de hauteur et de 3 à 6 cm de large. Les nervures ne sont pas visibles  et les feuilles ont tendance à se renverser.
Il a des tiges en forme de canne,, qui peuvent atteindre entre 25 et 120 cm,,. Il a 5–8 branches florales minces (ou pédicelles ) près du sommet de la plante,,. Les pédicelles rigides mesurent 1,5–2 cm de long. Les tiges peuvent se trouver le long du sol (après la floraison) et peuvent éventuellement produire des racines, créant, ainsi, de plus grandes touffes,.
Il y a 4–6 spathes (feuilles du bouton floral), qui sont généralement membraneuses. Ils ont 1,5 cm de large.
Les tiges contiennent entre 3 et 5 fleurs,, au printemps et au début de l'été,,, entre avril et mai,. Au Royaume-Uni, il peut fleurir au début du printemps, si la plante est protégée du gel. Les fleurs sont de courte durée, mais comme une grande plante peut avoir jusqu'à 75 fleurs, une floraison continue peut durer plusieurs semaines.
Les fleurs mesurent de 4 à 5 cm de diamètre,,, et arbore  des tons  lavande douce,, au bleu pâle, au blanc,,.
I. confusa a 2 ensembles de tépales, 3 grands sépales (pétales extérieurs), connus sous le nom de «chutes» et 3 pétales intérieurs plus petits, connus sous le nom de «standards». Les chutes sont elliptiques, ont une partie externe arrondie et ont un membre large (section du pétale la plus proche de la tige); ils ont 2 à 3 cm de long et 1,5–2 cm de large. À l'automne se trouve une crête jaune ou jaune-orange,. Autour de la crête se trouventou mauve pâle, ou violettes,. Les standards sont largement lancéolés et ont un sommet arrondi (rétuse). Ils sont 2,5 cm de long et 1 cm de large. Les deux ensembles de tépales ont des bords ondulés ou festonnés.
Il a des branches de style bleu pâle, 2 cm de long et 8 mm de large, qui ont des lobes frangés,.
Le tube du périanthe mesure 1,5 cm de long, enfermant des étamines de 1,5 cm, un ovaire de 6 mm et des anthères jaunes. La plante produit une capsule de graine ellipsoïde,, entre mai et juillet, 2,5–3,5 cm de long et 1–1,4 cm de large, avec 6 côtes visibles. À l'intérieur de la capsule mûrie se trouvent des graines marron foncé .

### Génétique
I. confusa est diploïde, avec 15 paires de chromosomes,,.
En 2009, une étude a été menée sur dix espèces d'Iris de Chine. Y compris Iris confusa, Iris japonica et Iris wattii . Il a été constaté que l'Iris japonica et l'Iris wattii étaient plus étroitement liés l'un à l'autre qu'à l'Iris confusa.

## Taxonomie
Il porte le nom assez commun d '«iris bambou»,,,.
Il est écrit comme 扁 竹 兰 en écriture chinoise, et connu sous le nom de bian zhu lan à Pidgin en Chine. Bian zhu lan peut être traduit  par «orchidée-bambou plat».
l'épithète latine spécifique confusa fait référence à confusus - incertain, facilement confondu et mêlé,.
En 1911, William Rickatson Dykes a obtenu des graines du Père Ducloux, un missionnaire français (1864-1945), qui avait trouvé des spécimens de l'iris dans le Yunnan,. Dykes a comparé plus tard les plantes (qu'il a cultivées) en 1915, avec des spécimens de l'herbier de Kew Gardens, et a pensé qu'elles étaient similaires à Iris wattii, de même qu'une forme d'Iris wattii.
Entre 1924 et 1926, le Dr Stapf de Kew a réexaminé les spécimens et a conclu qu'ils étaient plus similaires à Iris japonica. Il mourut en 1933, sans publier ses découvertes,.
En 1931, le major Lawrence Johnson a trouvé un spécimen près de Tengyeh, dans le Yunnan. Il a été examiné par Kew et s'est rendu compte qu'il s'agissait d'un spécimen d'Iris wattii,.
Il a été publié et décrit pour la première fois par Joseph Robert Sealy dans The Gardeners 'Chronicle en 1937,,.
Il a été vérifié par le Département de l'agriculture des États-Unis et le Service de recherche agricole le 4 avril 2003, puis mis à jour le 2 décembre 2004.
Iris confusa est un nom accepté par la RHS.

## Distribution et habitat
Il est originaire des régions tempérées d'Asie.

### Zones d'endémisme
On le trouve en Chine,,, dans les provinces chinoises, du Guangxi,, Guizhou, Sichuan,, et Yunnan.

### Habitat
Il pousse à côté des forêts (et des bois),,, dans les bosquets ouverts, sur les prairies à flanc de colline (et les prairies), et dans les fossés. On le trouve également poussant au milieu des rochers et frottant sur des pentes raides ou abruptes,.
Ils peuvent être trouvés à une altitude de 1 600 à 2 400 m.

## Culture
Il est difficile de le situer entre la zone de rusticité 9 et la zone 11,On pense qu'il est résistant à −5 °C, il peut être laissé à l'extérieur dans les régions chaudes des États-Unis, comme la Californie, et dans le midi de la France, région méditerranéenne et Bretagne. Il est également résistant dans la zone européenne de l'olivier. En Grande-Bretagne (et dans certaines régions d'Europe), il est classé comme "Tendre" (peu rustique), il peut donc être cultivé en pot et ensuite passer l'hiver dans une serre fraîche,. Il peut, aussi, être cultivé sous des arbustes, utilisé comme protection contre le gel (effet sous canopée).
Il peut être cultivé dans des sols bien drainés, riches en lumière (contenant de l'humus ). Il peut tolérer les sols neutres ou acides (niveaux de PH compris entre 6,5 et 7,8),,Il préfère légèrement les sols acides (y compris les bancs de tourbe),.
Il peut tolérer des positions entre plein soleil et mi-ombre,,.
Il préfère les sites hors de vents forts, en raison de la hauteur de la plante et ses fleurs délicates.
Il a des besoins en eau moyens pendant la saison de croissance,,. Mais des conditions humides , notamment pendant l'hiver peuvent provoquer la pourriture racines.
Il peut être cultivé dans une bordure de fleurs mixtes,. En raison de ses racines peu profondes, l'iris préfère un paillis de tourbe, ou de terreau de feuilles bien décomposée. Le paillis contribue également à sa protection contre le gel.
Il peut également être cultivé dans des conteneurs, dans des positions abritées,. Comme un 30–35 pot de cm de large, bien drainé et rempli de sols d'éricacées,.
Il peut être affecté par les limaces et les escargots,.
Les tiges et les feuilles mortes doivent être enlevées après la floraison pour garder la plante bien rangée et l'aider, pour la croissance des années suivantes,,. Ensuite, les tiges doivent être retirées au niveau du sol.
On le trouve dans des pépinières d'iris spécialisées, et on peut voir des plantes poussant dans la maison tempérée de Kew.

### Propagation
Il peut également être multiplié par division ou par culture de graines,.
La division des rhizomes doit se faire après la floraison, entre septembre et novembre.
Il peut également être multiplié par boutures de tige . Si les boutures sont immergées dans l'eau pendant 1 à 2 semaines. Les racines vont bientôt émerger et la nouvelle plante peut être mise en pot et préparée pour le jardin plus tard,. De meilleurs résultats sont obtenus si l'eau contient des morceaux de charbon de bois.
Pour se propager à partir de graines, collectez les graines des capsules, lorsqu'elles sont mûres, et semez les graines dans des récipients ventilés, dans un cadre froid ou dans une serre non chauffée.

### Hybrides et cultivars
Il a plusieurs cultivars nommés.
Y compris;
- «Beccles»[32],
- 'Chengdu', (hauteur 102 cm, feuilles vertes riches et brillantes[36], pétales bleu-lavande, avec des marques pourpres plus foncées entourant des taches jaunes et blanches sur les crêtes, au printemps, a un léger arôme de vanille)[13]
- «F1 hybride»,
- 'Martyn Rix', (hauteur 85 cm, a des fleurs bleues ressemblant à des orchidées entre mai et juillet, tolérantes à l'ombre)[16],[17],[37]
- «Nobody's Child»,
- 'Nova', (hauteur 60 cm, a des fleurs bleu pâle et blanches entre mai et juin)[38]
- 'Wattii' (digues ').

## Toxicité
Comme beaucoup d'autres iris, la plupart des parties de la plante sont toxiques (rhizome et feuilles), si elles sont ingérées par erreur, elles peuvent provoquer des douleurs à l'estomac et des vomissements. La manipulation de la plante peut également provoquer une irritation cutanée ou une réaction allergique chez les individus sensibles.

## Les usages
I. confusa est utilisé dans le Yunnan comme ingrédient dans les plantes médicinales chinoises,.
Dans la province du Guangxi, le peuple Kam du «village de Gaoxiu» utilise les feuilles (de l'iris) pour soigner les fractures et les entorses. Les feuilles sont macérées et appliquées en cataplasme, avec une attelle pour soutenir et immobiliser la zone touchée du corps. Guérisseur de plantes, 'Yang Chang Jun' estime qu'Iris confusa fait partie des plantes médicinales les plus appréciées pour le traitement des fractures et des entorses. Un brevet en Chine a été fait pour le thé médicinal Iris confusa (fabriqué à partir des fleurs bleues de l'iris), qui est censé aider les patients atteints d'amygdalite aiguë, de laryngopharyngite aiguë, de bronchite aiguë, d'œdème néphrotique et d'infections des voies urinaires.